# Ōkiwi Bay

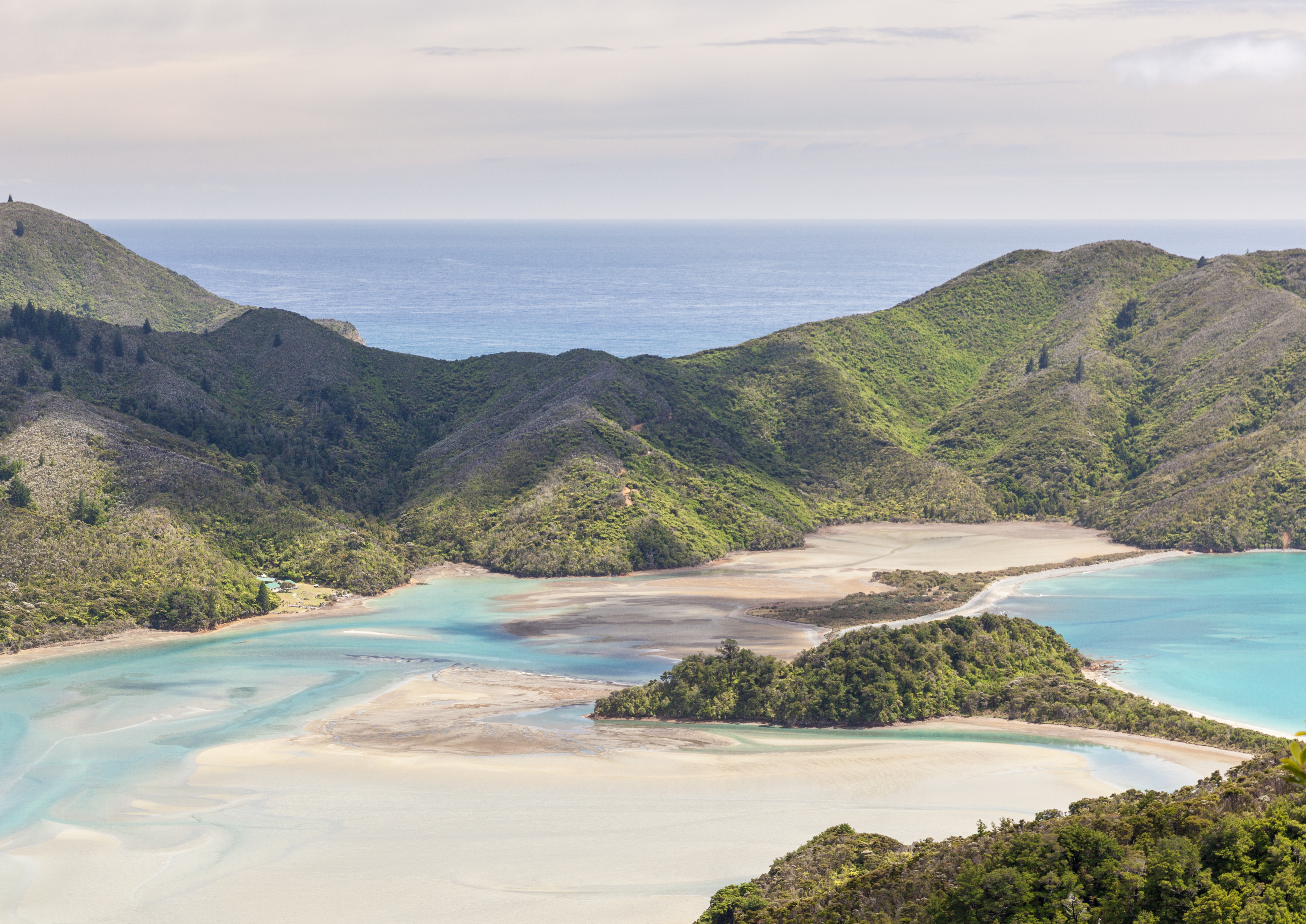

Ōkiwi Bay est une petite localité de la région de Marlborough Sounds, dans le nord de l’Île du Sud de la Nouvelle-Zélande

## Situation
Elle est localisée au sein du mouillage de Croisilles Harbour.
Ōkiwi Bay est constituée d’environ 200 maisons et comprend environ 80 résidents  permanents.

## Toponymie
Ōkiwi Bay officiellement a un macron ajouté  à son nom depuis le 5 novembre 2018 par le  New Zealand Geographic Board.
Le Ministère de la Culture et du Patrimoine de la Nouvelle-Zélande donne comme traduction de "lieu du kiwi" pour Ōkiwi.

## Histoire
Il y avait un village pré-européen Maori dans ce secteur et le nom de la baie date de cette époque. Le premier village des Ngāti Koata (en) était situé au niveau de Whangarae, adjacent à la baie d’Okiwi, sur le côté gauche de ‘Goat Hill’.
En 1880, 50 acres furent loués par la Couronne à Alabby Hobbs.
Une scierie fut ouverte en 1890 par Mrs Mace et Holland, qui avaient loué 3,200 acres des terres aux Maoris,.
Un chemin en direction du village de Rai valley fut créé en 1895.
Vers 1904, Okiwi Bay est devenue une destination pour les vacances.
En 1957, une patu (arme maorie) unique fut découverte lors d’une fouille à partir d’une plage d’Okiwi Bay. 
La patu fut décrite comme ressemblant à une massue médiévale. 
Le style était plus dans la lignée de celles des îles Chatham, mais la pierre fut identifiée comme étant d’origine locale, provenant de la baie d’Okiwi Bay.

## Activités
Le secteur est connu pour ses huitres,.
C’est aussi la base de la ‘Okiwi Bay Voluntary Rural Fire Force’ ‘et celle des ‘Ambulances St John'.
Il y a un parc de loisirs et le secteur est essentiellement un domaine de vacances important.
En 2015, quand une compagnie néerlandaise d’aquaculture nommée Skretting (en), proposa d’installer une ferme de poissons dans la baie, les résidents mocaux protestèrent contre cela, arguant qu’ils pourraient ainsi ruiner les ressources naturelles du secteur.
La cour de l’Environnement accorda néanmoins la permission à la société Skretting' de procéder à l’installation en 2016.
En 2017, la ville obtint une couverture par le téléphone mobile.